# Xã 2, Quận Rooks, Kansas
Xã 2 (tiếng Anh: Township 2) là một xã thuộc quận Rooks, tiểu bang Kansas, Hoa Kỳ. Năm 2010, dân số của xã này là 379 người.